# Elisabeth Hauptmann
Elisabeth Flora Charlotte Hauptmann (* 20. Juni 1897 in Peckelsheim, Kreis Warburg, Provinz Westfalen; † 20. April 1973 in Ost-Berlin) war eine deutsche Schriftstellerin, Übersetzerin und Mitarbeiterin Bertolt Brechts. Sie verwendete auch die Pseudonyme Dorothy Lane, Josefine Diestelhorst und Catherine Ux. Sie ist unter anderem Mitautorin der Dreigroschenoper und Hauptautorin von Happy End (unter dem Pseudonym Dorothy Lane). Nach Brechts Tod gab sie seine Werke beim Suhrkamp-Verlag heraus und war Dramaturgin beim Berliner Ensemble. Eine Sammlung ihrer Texte wurde 1977 unter dem Titel Julia ohne Romeo herausgegeben.

## Leben
Elisabeth Hauptmann wurde zunächst von ihrer in Amerika geborenen Mutter Josefine mit ihren beiden Geschwistern zu Hause unterrichtet und erwarb dabei sehr früh gute Englischkenntnisse. In Droyßig bei Zeitz absolvierte sie 1912–1918 eine Ausbildung zur Lehrerin und arbeitete 1918–1922 als Lehrerin in Linde im Kreis Flatow.

## Begegnung mit Bertolt Brecht und gemeinsame Arbeit
1922 kam Elisabeth Hauptmann nach Berlin, wo sie 1924 Bertolt Brecht kennenlernte:

„Dann wurde ich nach vorn geschleppt (…) und sah da einen sehr dünnen Menschen, der hin und her ging, mit Lederjacke, sehr freundlich, und der erzählte dann ein paar Geschichten.“

Elisabeth Hauptmann führte Brechts Interesse an ihr und seinen Anruf am nächsten Tag auf ein Missverständnis zurück: Da sie eine Grippe hatte, habe sie fast die ganze Zeit geschwiegen, worauf Brecht sie als gute Zuhörerin wahrgenommen habe. Schnell wurde sie zu Brechts Ansprechpartnerin, wenn er an seinen Dramen arbeitete, und entwickelte gemeinsam mit ihm Elemente der Fabel, zuerst für das Stück Mann ist Mann. Brecht schätzte ihr literarisches Urteil und die guten Sprachkenntnisse und brachte sie als seine Lektorin beim Kiepenheuer Verlag unter. Von 1925 bis 1927 arbeitete sie von dort aus Brecht zu, erstellte Übersetzungen (unter anderem von Rudyard Kipling) und Materialsammlungen und arbeitete an Stücken Brechts mit. Das Manuskript von Mann ist Mann schenkte er – wie später andere Manuskripte – Elisabeth Hauptmann mit einer humorvollen persönlichen Widmung unter der Überschrift „hauptmanuskripte“. Unter anderem hieß es da: „ich schenke es am ende des jahres 1925 beß hauptmann, die dieses ganze jahr ohne lohn mit mir gearbeitet hat.“ Das wurde später so interpretiert, als habe sie unbezahlt für Brecht gearbeitet. Elisabeth Hauptmann kommentierte: „Das war von Brecht scherzhaft formuliert! Und das wurde so interpretiert, als ob ich wirklich keinen Reallohn bekommen hätte. Ich war wirklich solide bezahlt.“ Mit Kurzgeschichten für Magazine und Übersetzungen versuchte sie zur gleichen Zeit, zusätzlich ein Standbein als selbständige Autorin zu entwickeln.
John Fuegi setzt den Anteil Elisabeth Hauptmanns an Brechts Werk sehr hoch an und beruft sich dabei auf die Sichtung der Manuskripte, die besseren Sprachkenntnisse der Autorin bei englischen Quellen und auf ein Interview, das er am 9. November 1970 in Ostberlin führte: „Einmal verzichtete sie teilweise darauf, sich schützend vor den Dramatiker Brecht zu stellen, und räumte in einem Berliner Interview von 1970 ein, ihr Anteil an einigen der Lehrstücke habe bei 80 Prozent gelegen.“

„Ohne ihre Entdeckung der englischen Übersetzungen japanischer Theaterstücke und theoretischer Schriften von Arthur Waley dürfte das gesamte Genre der Lehrstücke, wie es in der Brechtwerkstatt entwickelt wurde, wohl kaum existieren. Und ohne ihre Entdeckung der Londoner Neuaufführung von John Gays Bettleroper und ihre Anfertigung einer deutschen Fassung des Stücks – wobei Brecht sich bis zum Schluss für das Projekt nicht recht erwärmen konnte – würde das berühmteste Stück von allen (und sicherlich der größte Kassenerfolg), die Dreigroschenoper, nicht existieren.“

Sabine Kebir verteidigt Brecht: Lion Feuchtwanger und Brecht hätten einander Texte spendiert, Arnolt Bronnen und José Rehfisch hätten sich bei Brechts Dickicht bedient, Brecht habe nicht nur mit Hauptmann, sondern auch mit Emil Burri und anderen kollektive Werke produziert. Dieses „Verweben verschiedener intellektueller Diskurse“ sei „Intertextualität“, „ein Zug der Zeit“. Sie attackiert Fuegi, der aus puritanischer Sicht nur „die charakterliche Verworfenheit von Brecht“ beweisen wolle.

## Tagebücher
Von Januar 1926 bis Anfang 1927 führte Elisabeth Hauptmann ein Tagebuch, das sowohl Arbeitsdaten als auch persönliche Gefühle festhielt. Später bearbeitete sie die Aufzeichnungen zweimal, zunächst durch Reduktion der persönlichen Seite, in einem weiteren Durchgang durch Ergänzungen und bessere Formulierungen. Diese letzte Version wurde später zum größten Teil 1957 im zweiten Brecht-Sonderheft der Zeitschrift Sinn und Form und in der Sammlung Elisabeth Hauptmann: Julia ohne Romeo publiziert. Die vollständigen Tagebücher veröffentlichte Sabine Kebir 1997; hier fehlten jedoch längere, schwer entzifferbare Passagen, manche Stellen wurden fehlerhaft gelesen oder gedeutet. 2021 folgten in Sinn und Form mit »2 x sehr über ihn geärgert« nochmals, teils bis dahin unpublizierte, Auszüge aus den Tagebuchaufzeichnungen zu Brecht, mit einer einordnenden Vorbemerkung von Martin Kölbel und Peter Villwock. Nach Brechts Tod im August 1956 hatte sich Hauptmann das dreißig Jahre alte Tagebuch noch einmal vorgenommen. Kölbel und Villwock erkennen in Hauptmanns 1956er Version den 1926er Brecht teils als begnadeten Theoretiker des epischen Theaters, teils als gewieften Selbstausleger seiner Theaterstücke. Wie sie beide damals tatsächlich dachten, zeigten schon die in Sinn und Form abgedruckten Auszüge. Vollständig, neu entziffert und kritisch ediert erschien das Tagebuch von 1926 dann im Frühjahr 2021 als Band 5 von Brechts Notizbüchern.
Das Tagebuch enthält einige Entwürfe für Stücke und Kurzgeschichten, aber auch Gesprächsnotizen, kurze Berichte über Begegnungen, Theaterproben und Ereignisse, aber auch Persönliches. In einem Eintrag vom 10. März 1926 wird deutlich, welche Schwierigkeiten Brecht zu dieser Zeit hatte, ein längeres Projekt abzuschließen:

„Ich würde ihn an eine längere richtige Arbeit kriegen – nicht nur an Essays, usw, kurze Sachen, Fetzen, Halbfertiges.“

Sie berichtet von Kipling-Übersetzungen und Brechts Begeisterung für die Gedichte: „B. meint, ein Band Kiplinggedichte macht die ganze Lyrik kaputt.“ Neue Impulse für Brechts Schaffen entstehen laut Hauptmanns Tagebuch im Kontext des Jo-Fleischhacker-Projekts, das die ökonomischen und sozialen Folgen der Spekulation mit Nahrungsmitteln darstellen sollte und Fragment geblieben ist (Brechts Entschluss, sich intensiver mit Geldtheorie zu befassen). Brecht habe erkannt, dass eine neue Theaterkonzeption nötig sei, um solche komplexen Auseinandersetzungen zu erfassen.

„Im Verlaufe dieser Studien stellte Brecht seine Theorie des ‚epischen Dramas‘ auf.“

## Umgang mit Brechts Polyamorie
Als Brechts Beziehung mit Elisabeth Hauptmann begann, hatte er bereits mit Paula Banholzer ein Kind, seinen ersten Sohn Frank Banholzer. Er war 1922–1928 verheiratet mit Marianne Zoff, einer österreichischen Schauspielerin und Opernsängerin und Mutter von Brechts am 12. März 1923 geborener Tochter Hanne Marianne, die später den Künstlernamen Hanne Hiob annahm. Gleichzeitig hatte er eine Beziehung zu Helene Weigel, die er 1923 kennengelernt hatte; ihr gemeinsamer Sohn Stefan wurde 1924 geboren. 1929 nach der Scheidung Brechts von Marianne Zoff heirateten sie. 1930 kam die Tochter Barbara zur Welt.
Sabine Kebir stellt die vielfältigen Frauenbeziehungen Brechts in den Kontext von Beziehungsexperimenten in der Berliner Künstlerszene der Weimarer Zeit. Sie interpretiert die Toleranz der Frauen für Brechts komplexes Liebesleben als Ausdruck von Emanzipation. In einer matriarchalen Haltung hätten die Frauen auf der Basis finanzieller und beruflicher Unabhängigkeit offene Beziehungen zu Männern gepflegt.

„Der Mann hat in dieser Konzeption durchaus etwas von einem Lustobjekt, das man sich eben leisten, unter Umständen aber auch fortschicken kann.“

Die veränderte Haltung der Frauen sei dabei zum Teil auf die Folgen des Ersten Weltkriegs zurückzuführen. Der Männermangel habe sowohl Chancen auf Erfolge im Berufsleben eröffnet, als auch für viele Frauen die Hoffnung auf eine bürgerliche Ehe verstellt. Sie weist darauf hin, dass Helene Weigel von der Beziehung Brechts zu Elisabeth Hauptmann gewusst und sie akzeptiert habe. Sie habe den beiden sogar ihre Atelierwohnung ab Februar 1925 zur Verfügung gestellt und sei deshalb umgezogen. Die Ummeldung für die Weigel habe Elisabeth Hauptmann ausgefüllt. „Gegenseitiger Respekt“ habe die Beziehung der Frauen zueinander bestimmt. Dass Brecht die Frauen dabei belogen und die jeweils andere Beziehung verharmlost hat, räumt Sabine Kebir ein.

„Als er dann 1929, ohne Vorwarnung der anderen Bräute, Helene Weigel heiratete, reagierten Elisabeth Hauptmann und die Schriftstellerin Marieluise Fleißer mit je einem Selbstmordversuch, und die schöne Schauspielerin Carola Neher knallte den Blumenstrauß, der sie versöhnen sollte, dem Treulosen um die Ohren. Die Mann-Frau-Beziehung sei, so dozierte Brecht, ein Vertrag, wo meistens der Mann ‚ungeheuer viel verlangen kann und die Frau ungeheuer viel zugeben muß‘. Weil Helene Weigel so ungleiche Verhältnisse hinzunehmen verstand, blieb sie trotz schwerer Krisen lebenslang die Hauptfrau. Eine neue Favoritin, Margarete Steffin, die 1931 die Szene betrat, hieß die Weigel im Club der Brecht-Gefallenen mit dem Satz willkommen: ‚Du tust mir leid, mein liebes Kind.‘“

Laut Fuegi hatte Marieluise Fleißer die Nachricht von der Heirat Brechts am 10. April 1929 aus der Zeitung erfahren und habe sich die Pulsadern aufgeschnitten. Auch Elisabeth Hauptmann unternahm einen Suizidversuch. Beide Frauen wurden rechtzeitig gefunden und gerettet. John Fuegi zeichnet in diesem Zusammenhang ein diabolisches Bild Brechts und sieht die Ehe als Konstrukt, sich die mütterliche Unterstützung der Weigel zu sichern, gleichzeitig aber ihre Akzeptanz und sogar Unterstützung für seine Affären zu gewinnen.
Fuegis Darstellung wurde in Forschung und Rezensionen heftig kritisiert: Er gebe die längst bekannte Bedeutung der Beiträge von Elisabeth Hauptmann als neue Erkenntnis wieder. Hellmuth Karasek schreibt, Fuegis Analyse leide unter Ungenauigkeiten und „einer erschreckenden Unkenntnis von Theaterpraxis, wo Stücke in Gemeinschaftsarbeit von Dramaturgen, Regisseuren, Assistenten, Schauspielern bearbeitet, übersetzt, bei Proben verändert und angepaßt werden.“
Der Journalist, Kritiker und Dramaturg Urs Jenny findet bei Fuegi dagegen eine interessante Fragestellung:

„John Fuegis wirkliches, fern aller Rechthaberei ernsthaftes Thema heißt: In welchem Maß haben die mitarbeitenden Brecht-Frauen die großen Brecht-Frauenfiguren erst ermöglicht und ihnen Substanz gegeben? In seinen frühen machohaft-anarchischen Werken fielen Huren und willfährige Jungfrauen auf. Eine kämpferisch selbstbewußte Mädchengestalt wie die ‚Heilige Johanna der Schlachthöfe‘ war da nirgends vorgeprägt – und die literarische Vorlage für diese Johanna, kein Zweifel, lieferte Elisabeth Hauptmann mit ihrem eigenen Stück ‚Happy End‘.“

Jenny beschreibt die Bedeutung Elisabeth Hauptmanns für Brechts Werk: „als Stofflieferantin, Ko-Autorin und konstante Kraft im fluktuierenden Mitarbeiter-Kollektiv, als Organisatorin aller Angelegenheiten, um die er sich aus Unlust nicht kümmern mochte (in Berlin wie im amerikanischen Exil), schließlich, lang über seinen Tod hinaus, in Ost-Berlin als Herausgeberin der ‚Gesammelten Werke‘“. Fuegi werde „verketzert“, obwohl die Anteile Elisabeth Hauptmanns an vielen Brecht-Stücken tatsächlich in einem erschreckenden Missverhältnis zu ihren Tantiemenanteilen stünden. „Selbst in der Geburtstags-‚Werke‘-Ausgabe steht beispielsweise, als sei das eine Bagatelle, in den kleingedruckten Anmerkungen zu dem Stück ‚Der Jasager‘, Brecht habe dafür ein Manuskript von Elisabeth Hauptmann zu ‚rund 90 Prozent bis auf Ausnahmen wortwörtlich‘ übernommen.“

## Erfolgreiche Zusammenarbeit – DieDreigroschenoper
Die Arbeitsbeziehung Brechts zu Elisabeth Hauptmann schien durch die Liebeskatastrophen kaum gestört. Sabine Kebir führt das auch darauf zurück, dass Elisabeth Hauptmann und Brecht gemeinsame politische Ansichten teilten. 1929 trat sie in die KPD ein. Sie begann mit der Reihe „Versuche“, Brechts Werke zu editieren. Im Malik-Verlag plante sie die Herausgabe der Gesammelten Werke. Sie arbeitete jetzt auch an Kurzprosa Brechts mit. Unter dem Pseudonym Kathrin Ux veröffentlichte Elisabeth Hauptmann die Erzählung Julia ohne Romeo, eine Polemik auf William Shakespeares Romeo und Julia, in der eine romantische Liebe im von Geld und Kalkül beherrschten Amerika scheitert. Sie veröffentlichte eine Reihe von Geschichten in Magazinen, die soziale Verelendung und den Umgang von Frauen damit zum Thema haben. Sie schilderte das Schicksal von Frauen, die sich in die Prostitution flüchten.
1927 endete Elisabeth Hauptmanns Engagement bei Kiepenheuer und sie finanzierte sich durch Übersetzungen und Magazinbeiträge. Ihre Erzählung Bessie Soundso. Eine Geschichte von der Heilsarmee, erschienen 1928 in der Berliner Zeitschrift UHU, greift das Thema Heilsarmee auf. Der Text enthält wesentliche Motive für Brechts später entstandenes Stück Die heilige Johanna der Schlachthöfe.
Den Durchbruch erzielten Elisabeth Hauptmann und Bertolt Brecht 1928 mit der Dreigroschenoper. Der Theaterhistoriker Klaus Völker schätzt den Anteil Hauptmanns am Text auf 80 %, wobei der sprachliche Stil letztlich von Brecht geprägt sei. Laut Brechttochter Barbara Brecht-Schall hat ursprünglich Helene Weigel den Dreigroschen-Stoff entdeckt. Elisabeth Hauptmann weckte Brechts Interesse am englischen Ursprungstext, John Gays The Beggar’s Opera aus dem Jahre 1728, und übersetzte den Text und bereitete ihn für Brecht auf. Sie gibt an, dass sie ein halbes Jahr mit Brecht an dem Stück gearbeitet habe, vom Winter 1927 bis zum Sommer 1928. In einem Interview hebt sie die Bedeutung der Songs hervor, die sie am Klavier gemeinsam mit Brecht an der Gitarre entwickelt habe.

„Bei Songs, bei ausgesprochenen Song-Texten für Stücke zum Beispiel, das haben wir oft zusammen gemacht, auch schon in den zwanziger Jahren. (…) Er kam sehr bald darauf, daß ich Klavier spielen konnte. Es war nicht besonders weit her. (…) Und jetzt kam das Brecht ungeheuer zustatten. (…) Es wurden unheimlich viele Songtexte gemacht, an den Vormittagen, mit Melodien dazu.“

Viele der Songs wurden unabhängig von Stücken geschrieben und später verwendet, teilweise mehrfach, etwa der Salomon-Song in der Dreigroschenoper und in Mutter Courage und ihre Kinder. Elisabeth Hauptmann erzählte 1972, wie neu die Idee der Dreigroschenoper damals war und dass es einige Darsteller als Zumutung empfunden hätten, aus der Rolle herauszutreten und von der Rampe zu singen. Selbst bei der Premiere am 31. August 1928 hätte das Publikum irritiert auf die epischen Elemente wie den Umbau auf offener Bühne reagiert. Den Durchbruch hätte der Kanonensong gebracht und die begeisterten Kritiken am nächsten Tag. Elisabeth Hauptmann erhielt 12,5 % der Tantiemen für die Dreigroschenoper und 15 % der Tantiemen für Auslandsaufführungen.
1928/29 entstand das Nachfolgeprojekt Aufstieg und Fall der Stadt Mahagonny. Elisabeth Hauptmann gab 1972 an, dass der Alabama-Song von ihr stamme.

## Happy End
Aufgrund des kommerziellen Erfolgs der Dreigroschenoper planten die beiden, dass Elisabeth Hauptmann unter dem Titel Happy End ein eigenes Stück schreiben solle, ein „Massarygeschäft“, wie Brecht die kommerzielle Ausrichtung des Projekts unter Anspielung auf den Revuestar Fritzi Massary nannte. Elisabeth Hauptmann lieferte den Text, Brecht und Weill schrieben die Songs. Der Vertrag der Autorin mit dem Theaterverlag Felix Bloch Erben wurde direkt mit einem Scheck von 5.000 Mark honoriert. Das Stück sollte unter dem Pseudonym „Dorothy Lane“ erscheinen. Brecht und Weill behielten sich lediglich vor, die Songs auch in anderen Kontexten zu verwerten. Fuegi unterstellt, dass Brecht die Aufführung systematisch „sabotiert“ habe, um die Abhängigkeit Elisabeth Hauptmanns weiter ausnutzen zu können.
Der amerikanische Brechtübersetzer Eric Bentley nimmt Stellung zu den Vorwürfen Fuegis im Falle Happy End und generell zu der These, der Anteil Elisabeth Hauptmanns an Brechts Werk sei systematisch unterschlagen, sie selbst um die finanziellen Früchte betrogen worden. Bentley sieht in Happy End eine zweitklassige Version des Brechtstils. Er hält den wirklichen Anteil Elisabeth Hauptmanns an Brechts Gesamtwerk für nicht rekonstruierbar und macht sich über den bei Fuegi unterstellten hypnotischen Einfluss Brechts auf Elisabeth Hauptmann lustig. Er sieht wenig Belege für den literarischen Einfluss Elisabeth Hauptmanns auf Brecht, sehr wohl aber umgekehrt in Happy End den Stil eines Brechtepigonen.
Zentrale Motive des Stücks Happy End sind die Heilsarmee, die Großstadt und ihre Zerstörung und die Gangs, die ihren düsteren Plänen hinter bürgerlicher Fassade mit äußerster Brutalität nachgehen. Kernthema ist die Verbindung von Religion und Geschäft. Am Ende betreiben die früheren Gangster ihre Geschäfte unter der seriösen Tarnung der Heilsarmee. „Der Gangster, der erkannt hat, daß auf bürgerliche Weise viel ergiebiger zu rauben ist, wird konsequent selbst zum Bürger und legt sich als ideologische Bemäntelung die Heilsarmee zu.“ Bei Probenbeginn war der 3. Akt wohl noch nicht abgeschlossen, einige Berichte sprechen von chaotischen Verhältnissen und einer gescheiterten Aufführung. Jan Knopf weist das unter Berufung auf die positiven Erinnerungen Elisabeth Hauptmanns und einen Bericht in der Roten Fahne vom 4. September 1929 zurück. Die Uraufführung im Theater am Schiffbauerdamm geriet zum Skandal und hatte eine negative Presse. Das Stück wurde bald abgesetzt.

## No-Theater und Lehrstücke

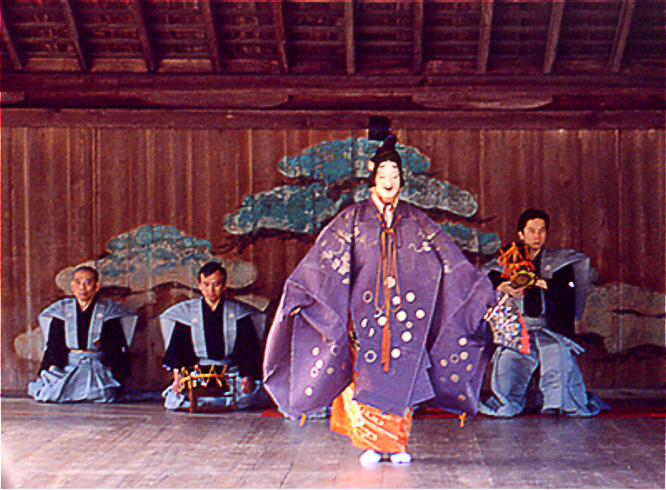
Nō-Aufführung

Elisabeth Hauptmann erinnert sich, dass sie 1928 oder 29 Interesse für die traditionellen japanischen Nō-Stücke (能) entwickelt habe. Nō ist eine Theaterform aus dem 14. Jahrhundert und in der Edo-Zeit durften nur Samurai Nō-Theater spielen oder besuchen. Elisabeth Hauptmann erklärte, dass ihr aufgrund ihrer geringen Theatererfahrung die Einfachheit der Fabel gefallen habe. Für Brecht war das Nō vor allem durch die extreme Stilisierung interessant. Wie im epischen Theater arbeitet der japanische Darsteller mit genau überlegten, einfachen Gesten. Das Nō-Theater verzichtet auf realistische, wirklichkeitsnahe Darstellung, es gibt artistische Elemente, Musik- und Tanzeinlagen. Der Chor übernimmt erzählende Aufgaben und verbindet die Teile der Handlung. Die Verständlichkeit des Wortes und der Handlung hat Vorrang vor der Musik.
Elisabeth Hauptmann übersetzte Arthur Waleys Werk The No-Plays of Japan, das ein Bekannter ihr aus London mitgebracht hatte. Zunächst Kurt Weill und später auch Bertolt Brecht zeigten Interesse. Aus der Übersetzung von Taniko oder Der Wurf ins Tal wurde das Lehrstück Der Jasager. Obwohl das Stück zum Großteil aus der Übersetzung Elisabeth Hauptmanns besteht, wurde sie damals nicht als Mitautorin erwähnt. In einem Interview von 1972 gab Hauptmann an, Brechts Hauptbeiträge seien die Idee vom Einverständnis des Knaben mit seiner Hinrichtung und der veränderte Schluss gewesen. Elisabeth Hauptmann führt die Nichtnennung auf den Zeitdruck vor den Berliner Festwochen zurück. Für die Publikation in den Versuchen habe sie selbst vergessen, ihren Namen anzugeben.

## Die heilige Johanna der Schlachthöfe

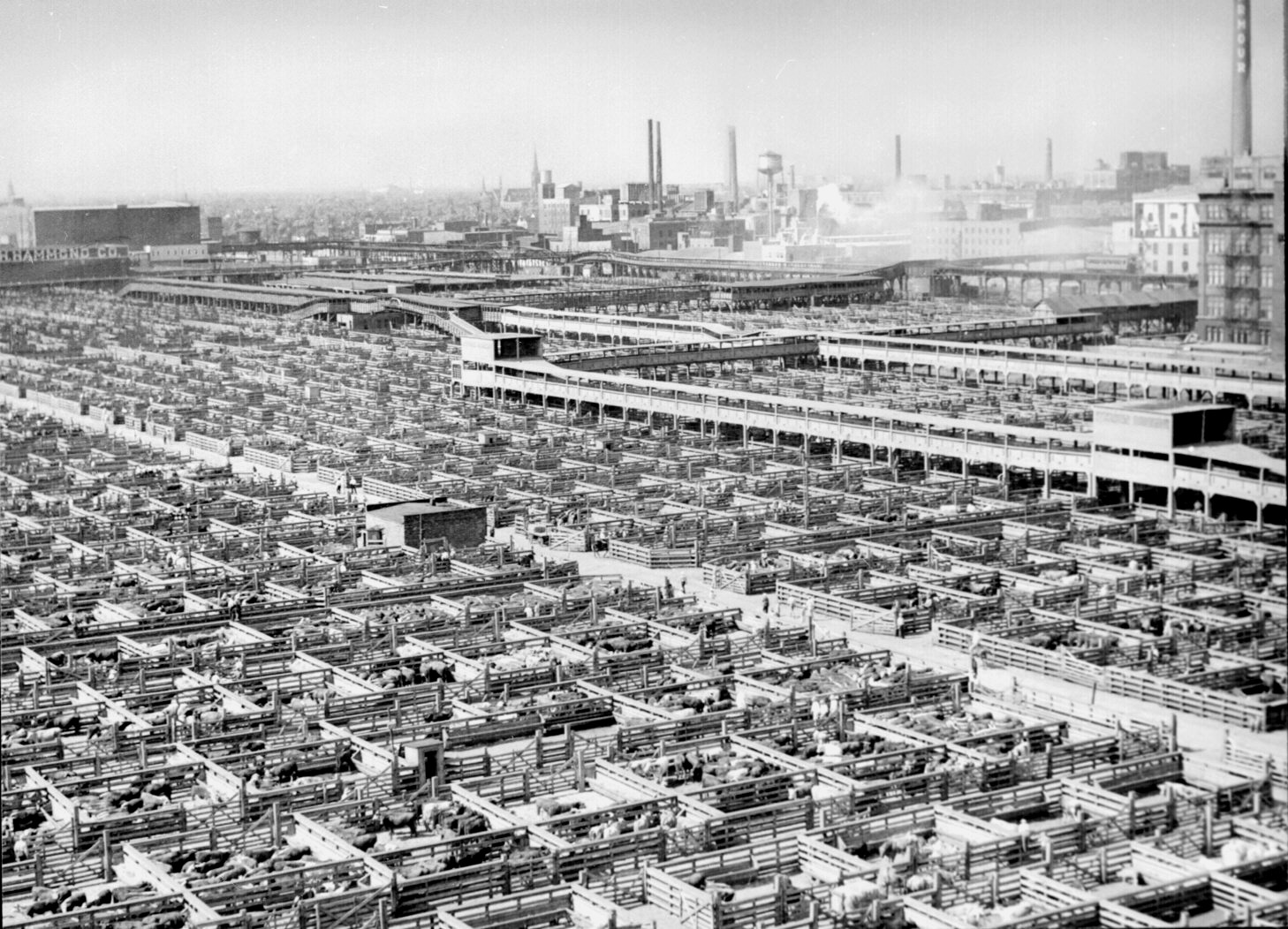
Schlachthöfe in Chicago 1941

Die heilige Johanna der Schlachthöfe entstand in enger Zusammenarbeit von Bertolt Brecht, Elisabeth Hauptmann und Emil Burri. Jan Knopf spricht vom „Produkt eines eingespielten Arbeitskollektivs“, das häufig in Brechts Wohnung zusammengekommen sei. Brechts Arbeit habe wesentlich darin bestanden, „Texte zu redigieren und auszubauen“. Beratend hätten Hermann Borchardt, Walter Benjamin und Bernhard Reich mitgewirkt. Die Veröffentlichung in den „Versuchen“ nennt Borchardt, Burri und Hauptmann als „Mitarbeiter“ und enthält zudem einen deutlichen Hinweis auf die besondere Bedeutung der Vorarbeiten Hauptmanns: „Das Stück ist entstanden aus  dem Stück ‚Happy End‘ von Elisabeth Hauptmann.“ Bis zu ihrem Tode lebte Elisabeth Hauptmann Tür an Tür mit der berühmten Brecht-Interpretin und Schauspielerin Gisela May.
Das Stück erzählt die Geschichte der Heilsarmistin Johanna Dark, die den aufgrund von Börsenspekulationen ausgesperrten Arbeitern auf den Schlachthöfen Chicagos den Glauben an Gott näher bringen will. Entstanden ist das Drama 1929/1930|30 während der Weltwirtschaftskrise. Die Handlung spielt in den Union Stock Yards, den Schlachthöfen von Chicago.
Quelle war zunächst die umfangreiche Literatur zu Jeanne d’Arc und zur Heilsarmee. George Bernard Shaws Drama Major Barbara (1905) zeigte bereits die Enttäuschungen einer Angehörigen der Heilsarmee. In seinem Stück Die heilige Johanna (1923) setzte sich Shaw kritisch mit Schillers idealisierter Johanna-Figur und den historischen Quellen auseinander.
Ein Thema des Stücks ist die Rolle religiöser Organisationen in der Krise. Eine Quelle zu diesem Thema war das Buch Figuren von Paul Wiegler, das das Finanzgebaren der Heilsarmee unter die Lupe nahm und ein Kapitel zu Jeanne d’Arc enthält. Seit 1927 hatten sich Brecht und Elisabeth Hauptmann intensiv mit der Heilsarmee beschäftigt. Sie besuchten Versammlungen und informierten sich über Organisationsstruktur und Arbeit. Publikationen der Heilsarmee waren weitere Quellen. Informationen über die unmenschlichen Zustände auf den Schlachthöfen von Chicago lieferte Upton Sinclairs Roman The Jungle. Die Brechtforschung hat eine Reihe weiterer amerikanischer Romane und Texte sowie Dokumente zur historischen Figur Jeanne d’Arc als Quellen ausgemacht.
Zudem gab es umfangreiche Vorarbeiten, die alle um den Versuch kreisten, die komplexen Vorgänge der kapitalistischen Ökonomie in der Krise glaubhaft auf der Theaterbühne darzustellen. Brechts Dramenfragmente Jae Fleischhacker in Chikago und Der Brotladen enthalten bereits wesentliche Motive der Johanna. Eine große Rolle spielte auch Elisabeth Hauptmanns Happy End. Das Stück wurde 1930 fertiggestellt. Umarbeitungen folgten 1932 und 1937.

## Exiljahre

### Verhaftung und Flucht nach Paris
Die letzten Jahre der Weimarer Republik müssen turbulent gewesen sein, sind aber anscheinend noch nicht wirklich erforscht. Sabine Kebir berichtet von eigenen literarischen Aktivitäten Hauptmanns in Form von Texten für Magazine, Radio-Beiträgen vom Krimi bis zur Dokumentation und Übersetzungen. Zudem scheint Elisabeth Hauptmann sich auch persönlich von Brecht gelöst zu haben. Es gibt Hinweise auf ein Liebesverhältnis zu Burri, eventuell sogar mit kurzer Ehe. Vom 14. März 1931 bis zum 8. März 1932 war sie mit dem Redakteur Friedrich Wilhelm Werner Kurt Hacke verheiratet, den sie wegen einer Frau namens Bianca Minotti (Margaret Mynatt, 1907–1977)  verlassen haben soll. Gleichzeitig zu diesen persönlichen Abenteuern nahm der Druck durch den Faschismus zu. Es gab Haussuchungen, und es galt, Manuskripte und anderes Material zu sichern. Elisabeth Hauptmann wurde verhaftet und von der Gestapo verhört. Durch Freunde und einen Anwalt konnte sie ihre Entlassung erwirken. Durch ihre in den USA verheiratete Schwester konnte Elisabeth Hauptmann schließlich aus Nazi-Deutschland entkommen. In Paris, der ersten Station ihrer Flucht, ergab sich eine heftige Konfrontation, weil Hauptmann einen Koffer mit Manuskripten eingebüßt hatte. Sie schreibt an Walter Benjamin: „Br. behauptet, er habe, nun die Papiere verloren seien, nicht mehr, worüber wir reden könnten“. An Brecht schreibt sie:

„Lassen Sie uns diese Art von Beziehung gänzlich abbrechen, Brecht. Sie sind anscheinend glücklich. Auch ich, das glauben Sie mir, werde bei gänzlicher Trennung von Ihnen eine große, selbstverständliche und sehr zärtliche Beziehung zu einem Menschen auch in der Arbeit, was ich mir wünsche, finden! Unsere Beziehung war etwas karg und unzärtlich und ungeschickt, aber es war die größte Arbeitsfreundschaft, die Sie je haben werden und die ich je haben werde.“

### In den USA
Anfang 1934 kam Elisabeth Hauptmann bei ihrer Schwester in St. Louis in Missouri an. Sie hatte große Schwierigkeiten, als Autorin in den USA Fuß zu fassen, und hatte auch eine Menge Vorbehalte gegen die kapitalistischen USA. Im August 1934 übernahm sie eine Pflegestelle bei einer psychisch Kranken, was sie in ihrer labilen Verfassung selbst gefährdete. Verzweifelt überlegte sie, nach Moskau zu gehen, wo Sergei Tretjakow und Wieland Herzfelde ihr einen Job verschaffen wollten, aber auch dieser Plan scheiterte. George Grosz warnte Hauptmann eindringlich vor einer Reise nach Moskau, als er von den Plänen hörte; zu Recht, wenn man bedenkt, dass Tretjakow am 16. Juli 1937 verhaftet wurde und unter unbekannten Umständen im Gulag ums Leben kam.
Seit dem Herbst 1935 arbeitete sie kurzzeitig wieder mit Brecht zusammen, diesmal in New York bei der Inszenierung der Mutter nach Maxim Gorkis Roman. Brecht hatte Probleme mit amerikanischer Kultur und Sprache und geriet dadurch in Konflikte mit den Schauspielern. Hauptmann engagiert sich 1937 für die deutsch-mexikanische Spanienhilfe, hält Vorträge und unterstützt Emigranten, die nach wie vor in die USA zu entkommen versuchen. Sie hielt Vorträge und veröffentlichte Artikel in Zeitungen. 1940 bekam Elisabeth Hauptmann die amerikanische Staatsbürgerschaft. Ihren Brotjob als Lehrerin in St. Louis führte sie bis 1940 aus.
Hauptmann zog es nach New York, wo sie den früheren Polizeipräsidenten von Magdeburg, Horst W. Baerensprung, kennenlernte. Baerensprung, der einen abenteuerlichen Weg durchs chinesische Exil als Armeeberater Chiang Kai-sheks und seines Geheimdienstes hinter sich hatte, befasste sich auch in den USA mit Polizeifragen. Elisabeth Hauptmann begann, an seiner Biographie zu arbeiten. Die beiden lebten zusammen. Nachdem Baerensprung sie 1946 verlassen hatte und zu seiner Frau in Deutschland zurückgekehrt war, zog Elisabeth Hauptmann nach Los Angeles, wo sie eine Beziehung mit Paul Dessau begann. 1948 heirateten die beiden in Santa Monica. Sabine Kebir gibt an, dass die Archive kein Material über diese Ehe mit Dessau enthalten. Am 9. Oktober 1948 verließ Elisabeth Hauptmann die USA.

## Jahre in der DDR

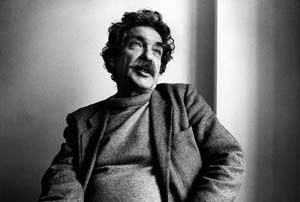
Benno Besson 1983

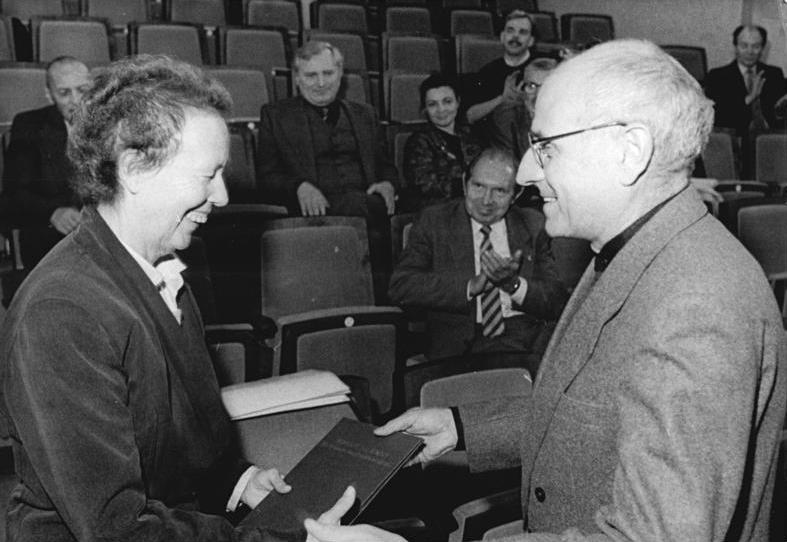
Manfred Wekwerth, Intendant des Berliner Ensembles und Mitglied des ZK der SED, mit Ruth Berghaus, 1988

In der Ruinenstadt Berlin hatte Elisabeth Hauptmann Eingewöhnungsschwierigkeiten angesichts der allgemeinen Not und der Konfrontation mit Spuren der Nazizeit, vor allem in der Sprache. Arbeit fand sie bei der DEFA, wo sie bis 1950 als Dramaturgin arbeitete. Sie wohnte zunächst bei Wolfgang Langhoff, später in den Resten des Hotels Adlon. Am 22. März 1949 fand sie eine Wohnung in Hohenschönhausen. Schließlich scheiterte auch die Ehe mit Dessau, der sie wegen der jungen Schauspielerin Antje Ruge verließ. Im Herbst 1950 unternahm Elisabeth Hauptmann einen weiteren Suizidversuch. Die nächsten Jahre quälten sie Depressionen. Am 24. Juli erfolgte die offizielle Scheidung von Paul Dessau.
Dennoch begann sie in dieser Zeit bei der DEFA mit Vorarbeiten zum Filmprojekt zur Mutter Courage. Sie schloss bereits 1949 einen Vertrag mit Suhrkamp zur Herausgabe der Werke Brechts und trat der SED bei. 1950–1954 arbeitete sie wieder als freie Autorin und Übersetzerin, geriet dabei immer wieder in Finanznot, während gleichzeitig der kommerzielle Erfolg der Werke Brechts stieg. Ein Erfolg war die Übersetzung des Theaterstücks Tanker Nebraska ihres Freundes Herb Tank, das 1951 im Theater am Schiffbauerdamm aufgeführt wurde. Schließlich verschaffte ihr Brecht 1954 eine feste Stelle als Dramaturgin am Berliner Ensemble.
Elisabeth Hauptmann war wieder Teil des Brecht-Kollektivs und arbeitete an verschiedenen Stücken mit, regelmäßig mit Benno Besson und Manfred Wekwerth. Zusammen mit anderen Brecht-Mitarbeitern wohnte sie jetzt in der Friedrichstraße 129a. 1956 fuhr sie mit Brecht und dessen Tochter Hanne Hiob nach Mailand zur Aufführung der Dreigroschenoper, die Giorgio Strehler inszeniert hatte. Am 14. August 1956 starb Brecht im Alter von 58 Jahren an einem verdeckten Herzinfarkt. Brechts politischer Kurs blieb bis zuletzt vorsichtig und geprägt von Taktik gegenüber den Kulturbürokraten der DDR. Bis zu ihrem Tod setzte Elisabeth Hauptmann diesen Kurs fort, hielt pornographische oder politisch provozierende Texte zurück und verhielt sich opportunistisch gegenüber der Nomenklatura der DDR.

### Übersetzungen mit Tendenz
Bei der Übersetzung von Brecht-Stücken ins Englische arbeitete Elisabeth Hauptmann regelmäßig mit Eric Bentley zusammen, was nicht ohne Konflikte geschah. Bentley zeigt an Beispielen, wie Hauptmann seiner Erinnerung nach Übersetzungen auf kommunistische Parteilinie brachte oder an lokale politische Gegebenheiten anpasste. Bei der Übersetzung von Furcht und Elend des Dritten Reiches habe Hauptmann durch kleine Veränderungen den Kampf zwischen Sozialdemokraten und Kommunisten bis in die Konzentrationslager vertuscht, da die kommunistische Partei inzwischen die Volksfrontpolitik ausgerufen hatte.
Sabine Kebir rechtfertigte diese Änderung gegen Bentley: Elisabeth Hauptmann habe durch ihre Beziehung zu dem Sozialdemokraten Baerensprung und durch diverse politische Aktivitäten gezeigt, dass sie sich tatsächlich einer breiteren Bündnisstruktur geöffnet habe. Dass diese Begründung zwar Bentleys Vorwurf der Moskauhörigkeit abschwächt, ist richtig. Dennoch fürchtete Bentley um seinen Ruf als Übersetzer. Als weiteres Beispiel für politisch motivierte Falschübersetzungen nennt Bentley die Übersetzung der Aussage: „Bleib Deiner Klasse treu!“ Elisabeth Hauptmann habe durchgesetzt, dass es auf Englisch im Stil der gerade aktuellen Politik hätte heißen müssen: „Be true to the common people.“, was auf Deutsch etwa bedeutet: „Bleib den normalen Leuten treu.“ Bentley gibt an, dass Brecht, auf solche Probleme angesprochen, stets Hauptmanns Partei ergriffen habe. Die Falschübersetzungen aber hätten ihn regelrecht verfolgt:

“And the line remains to haunt me because some years later when I went down to the East Village to see a performance of the play, a shrill voice in the theater lobby reached my ears: ‘Bentley obviously doesn’t know German, he has translated the word that means ‘class’ as ‘common people’!’”

„Und die Zeile verfolgte mich weiter. Einige Jahre später ging ich ins East Village, um mir eine Aufführung des Stücks anzusehen, als eine schrille Stimme im Theaterfoyer zu mir drang: ‚Bentley kann offensichtlich kein Deutsch, er hat das deutsche Wort ‚Klasse‘ mit ‚common people‘ übersetzt.‘“

Bentley versuchte zu zeigen, dass Elisabeth Hauptmann aus politischen Gründen bereit war, Tatsachen zu manipulieren. So hätte sie ihn aufgefordert Augenzeugenberichte zu recherchieren, die scheinbar den Szenen von Furcht und Elend des Dritten Reiches zu Grunde lagen.

“Had I done so, the play would have become 100 percent authentic, historical, truly a living Newspaper. Each scene was to be headed by a relevant eyewitness account or legal document […]”

Ob hier der Vorwurf der Fälschungabsicht zutrifft, ist schwer zu beurteilen. Bentley schien nicht zu wissen, dass das Stück ursprünglich auf der Basis solcher Sammlungen von Alltagsereignissen im faschistischen Deutschland entstanden war, mit denen Margarete Steffin und Brecht 1934 begonnen hatten. Bei Bentleys letztem Besuch bei Brecht im Juni 1956 kamen noch einmal seine Vorbehalte gegen Elisabeth Hauptmann zum Ausdruck. Bei einem privaten Gespräch mit Brecht in dessen Wohnung in der Chausseestraße hatte er den Wunsch, mit Brecht über politische Fragen zu sprechen, über die Abkehr von Stalin auf dem XX. Parteitag der KPdSU und über systemkritische Texte Brechts. Während des Gesprächs sei Elisabeth Hauptmann ohne richtigen Grund stetig herein- und herausgelaufen. Bentley vergleicht sie mit einer Gefängniswärterin, die darüber wacht, dass Brecht ihm irgendetwas übergeben könnte. Bentley hatte das Gerücht gehört, dass Brecht subversive Texte verfasst hätte, und träumte davon, dass Brecht sie ihm übergeben könne, wie der alte Galileo seine Schriften dem früheren Studenten. Es blieb bei der Phantasie, bis zur Veröffentlichung von Brechts antistalinistischen Gedichten sollte es noch bis 1982 dauern.

## Herausgebertätigkeiten nach Brechts Tod
Nach Brechts Tod wurde Elisabeth Hauptmann Parteisekretärin am Berliner Ensemble. Sie begann mit dem Ordnen von Archivmaterial. Brechts letztes Testament, das neben der Familie auch seine engsten Mitarbeiter an den Tantiemen beteiligte, konnte Helene Weigel erfolgreich anfechten, weil es zum Teil nur maschinenschriftlich vorliegt. Nach Brechts Tod führte Helene Weigel „das Erbe als privatwirtschaftliches Unternehmen“, eine Wendung, die Sabine Kebir zu begrüßen schien, weil ihr als Alternative nur die Verstaatlichung durch die DDR wahrscheinlich schien. Aber auch Helene Weigel und Elisabeth Hauptmann, die nun den Zugriff auf die Archivalien bestimmten, operierten äußerst restriktiv. Sie untersagten oder begrenzten Publikationen mit unveröffentlichtem Material, „um spätere juristische Konflikte zu vermeiden“, wie Sabine Kebir das Verfahren legitimiert.

„Der Weigel und der Hauptmann müssen die besonderen Schwierigkeiten, die die Fülle des Materials mit sich brachte, zugute gerechnet werden. Trotzdem ist nicht von der Hand zu weisen, daß hier zwar ein Recht wahrgenommen wurde, seine Inanspruchnahme aber wegen des großen öffentlichen Interesses in Ost und West als Ausübung einer außerordentlichen Macht wirkte.“

Bei der Herausgabe der Werke Brechts zeigte Elisabeth Hauptmann genau wie der Suhrkamp Verlag und der Aufbau-Verlag in der DDR kein Interesse an einer Darstellung der kollektiven Arbeit an vielen Werken. Gemeinsam strickte man am Mythos Bertolt Brecht. Sabine Kebir belegt anhand von Archivalien, dass dabei besonders der Anteil Elisabeth Hauptmanns und Margarete Steffins „unterbelichtet“ blieb. Von 1958 bis 1963 verfolgten Suhrkamp und Aufbau-Verlag das Ziel einer gesamtdeutschen kritischen Brechtausgabe. Danach steckte man zurück, zuerst in Richtung auf eine Gesamtausgabe letzter Hand, schließlich auf Gesammelte Werke. Dennoch blieb die Editionsaufgabe brisant: Während man im Osten ein Ende der Ausgabe befürchtete, sollte allzu brisantes Material veröffentlicht werden, erwartete man im Westen angesichts von Mauerbau und später der Unterdrückung von Reformen in der CSSR gerade systemkritische Texte.
Massiv deutlich wurde die Brisanz des Materials bei der Publikation der Buckower Elegien. Das Gedicht Die Lösung, das in bitterem Sarkasmus nach dem Aufstand des 17. Juni eine Szene schildert, in der der „Sekretär des Schriftstellerverbandes“ Flugblätter mit der Anklage verteilt, dass das Volk „das Vertrauen der Regierung verscherzt habe“ und es „nur durch verdoppelte Arbeit“ zurückgewinnen könne. Das Gedicht schließt mit den Versen:

„Wäre es da
Nicht doch einfacher, die Regierung
Löste das Volk auf und
Wählte ein anderes?“

Laut Sabine Kebir trat Elisabeth Hauptmann dafür ein, das Gedicht in den Gesammelten Werken wegzulassen, um die DDR-Ausgabe nicht zu gefährden, während Helene Weigel die Glaubwürdigkeit der Westedition durch einen solchen Schritt gefährdet gesehen habe und für die Publikation eingetreten sei. Der betreffende Band der Gesammelten Werke erschien 1964 mit der Lösung und fünf Jahre später auch in der DDR. De facto waren die Gesammelten Werke Brechts im Buchhandel der DDR nicht zu erhalten, was Sabine Kebir darauf zurückführt, dass der Aufbau-Verlag zwecks Devisenbeschaffung seine Ausgabe in großem Umfang im Westen verkauft hätte.
Ähnliche Auseinandersetzungen entstanden auch um die erotischen Gedichte Brechts, die unter Auslassung von Gedichten mit deutlichem sexuellen Inhalt als Inselbändchen unter dem Titel Liebesgedichte erschienen.

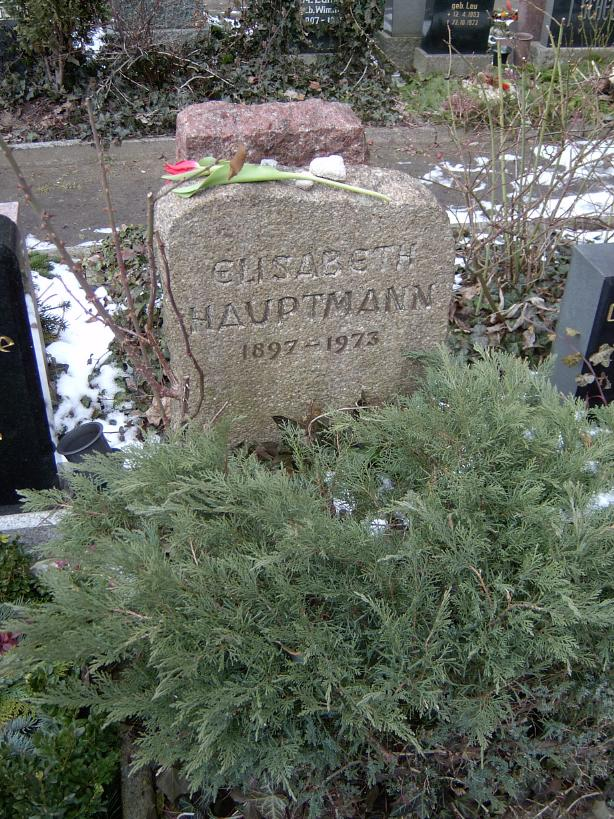
Grab von Elisabeth Hauptmann auf dem Dorotheenstädtischen Friedhof in Berlin

1961 erhielt Elisabeth Hauptmann den Lessing-Preis der DDR. Durch den Brecht-Boom im Westen wendete sich Hauptmanns finanzielle Lage endlich zum Besseren. Sie hatte jetzt häufiger gesundheitliche Probleme, fand aber doch immer wieder die Kraft, sich für andere einzusetzen. In einem Testament hielt sie fest, dass sie von Brecht nie ein Gehalt bezogen hat und bei einigen Stücken, an denen sie größeren Anteil hatte, auch keine Autorenhonorare oder Tantiemen. Hier nennt sie Mann ist Mann, Der Jasager und Die Mutter, bei letzterem Stück sei vor allem die 1. Szene wesentlich von ihr. Die Dreigroschenoper sei das erste Stück, an dem sie finanziell mitverdient hätte. Hauptmanns letztes Testament von 1972 vermachte ihre Bibliothek und wertvolles Material wie Manuskripte Brechts, Briefe und Photos sowie Editionsnotizen der Akademie der Künste in Berlin. Die Tantiemenanteile der Dreigroschenoper gingen an ihre Freundin Margaret Mynatt alias Bianca Minotti, ihre amerikanische Familie erhielt die Rechte an Happy End, andere Anteile verteilte sie auf verschiedene Mitstreiter.
Am 20. April 1973 starb Elisabeth Hauptmann. Im Anschluss an die Publikation John Fuegis prozessierten die Erben noch einmal um höhere Anteile, konnten aber die Beteiligung Elisabeth Hauptmanns an weiteren Werken nicht ausreichend beweisen. Ihr Grab befindet sich auf dem Dorotheenstädtischen Friedhof.

## Werke
- 1971: Optimistische Tragödie (TV) – Mitarbeit am Drehbuch.
- Elisabeth-Hauptmann-Lesebuch. Zusammengestellt und mit einem Nachwort versehen von Walter Gödden unter Mitarbeit von Inge Krupp. Köln 2004 [= Nylands Kleine Westfälische Bibliothek 6], ISBN 3-936235-06-6.
- Elisabeth Hauptmann: Julia ohne Romeo. Geschichten. Stücke. Aufsätze. Erinnerungen. 252 Seiten, Aufbau-Verlag, 1. Auflage 1977.

## Medien
- „Ganz im Ernst, so war es!“ Elisabeth Hauptmann – Schriftstellerin, Mitarbeiterin und Geliebte Brechts. Ein O-Ton-Feature. Münster 2004, Tonzeugnisse zur westfälischen Literatur 4, 2 CDs, ISBN 3-923432-35-6.
- Die Mit-Arbeiterin. Gespräche mit Elisabeth Hauptmann, TV-Dokumentarfilm, DDR 1972, Regie: Karlheinz Mund[62]